# Marcin Komorowski
Marcin Komorowski (ur. 17 kwietnia 1984 w Pabianicach) – polski piłkarz, reprezentant kraju. Żonaty z Pauliną. Mają córkę Kalinę.

## Kariera klubowa
30 sierpnia 2008 w meczu z Lechią Gdańsk zdobył hat-tricka. 10 lutego 2009 roku podpisał 3,5 letni kontrakt z Legią Warszawa; niecałe 2 tygodnie później wystąpił w ligowym meczu przeciwko Polonii Warszawa. W polskiej Ekstraklasie rozegrał 96 meczów, zdobył 6 bramek (stan na 3 stycznia 2015). Na początku 2012 r. za 450 tysięcy euro roku przeszedł do Tereka Grozny. 1 lipca 2016 roku rozwiązał on kontrakt z Terek Grozny i został wolnym zawodnikiem. W marcu 2018 w związku z kontuzją postanowił zakończyć piłkarską karierę w wieku 33 lat.

## Kariera reprezentacyjna
14 grudnia 2008 roku zadebiutował w reprezentacji Polski w meczu przeciwko Serbii. Rozegrał całe spotkanie. Był pierwszym od 34 lat piłkarzem bytomskiej Polonii, który zagrał w reprezentacji Polski. W reprezentacji premierową bramkę strzelił 12 października 2012 roku w meczu towarzyskim rozegranym przeciwko reprezencji Republiki Południowej Afryki, jednocześnie był to pierwszy mecz zakończony zwycięstwem polskiej reprezentacji rozegranym na Stadionie Narodowym w Warszawie. 16 czerwca 2015 rozegrał towarzyski mecz z Grecją, jednocześnie był to jego ostatni mecz w karierze.

## Statystyki kariery reprezentacyjnej
| Mecze i gole w reprezentacji | Mecze i gole w reprezentacji | Mecze i gole w reprezentacji | Mecze i gole w reprezentacji | Mecze i gole w reprezentacji | Mecze i gole w reprezentacji | Mecze i gole w reprezentacji | Mecze i gole w reprezentacji |
| L.p.                         | Data                         | Miasto                       | Przeciwnik                   | Gol                          | Wynik                        | Rozgrywki                    | Grał                         |
| ---------------------------- | ---------------------------- | ---------------------------- | ---------------------------- | ---------------------------- | ---------------------------- | ---------------------------- | ---------------------------- |
| 1.                           | 14 grudnia 2008              | Kundu                        | Serbia                       |                              | 1-0                          | towarzyski                   | 90'                          |
| 2.                           | 7 lutego 2009                | Faro                         | Litwa                        |                              | 1-1                          | towarzyski                   | do 45'                       |
| 3.                           | 6 czerwca 2009               | Johannesburg                 | Południowa Afryka            |                              | 0-1                          | towarzyski                   | od 59'                       |
| 4.                           | 9 czerwca 2009               | Kapsztad                     | Irak                         |                              | 1-1                          | towarzyski                   | od 46'                       |
| 5.                           | 7 października 2011          | Seul                         | Korea Południowa             |                              | 2-2                          | towarzyski                   | od 86'                       |
| 6.                           | 15 listopada 2011            | Poznań                       | Węgry                        |                              | 2-1                          | towarzyski                   | 90'                          |
| 7.                           | 12 października 2012         | Warszawa                     | Południowa Afryka            | 82'                          | 1-0                          | towarzyski                   | od 75'                       |
| 8.                           | 14 listopada 2012            | Gdańsk                       | Urugwaj                      |                              | 1-3                          | towarzyski                   | 90'                          |
| 9.                           | 4 czerwca 2013               | Kraków                       | Liechtenstein                |                              | 2-0                          | towarzyski                   | 90'                          |
| 10.                          | 7 czerwca 2013               | Kiszyniów                    | Mołdawia                     |                              | 1-1                          | el. MŚ 2014                  | 90'                          |
| 11.                          | 5 marca 2014                 | Warszawa                     | Szkocja                      |                              | 0-1                          | towarzyski                   | od 90'                       |
| 12.                          | 13 czerwca 2015              | Warszawa                     | Gruzja                       |                              | 4-0                          | el. ME 2016                  | od 90'                       |
| 13.                          | 16 czerwca 2015              | Gdańsk                       | Grecja                       |                              | 0-0                          | towarzyski                   | 90'                          |

## Sukcesy
Legia Warszawa;
- Puchar Polski (2): 2010/11, 2011/12